# Cerro San Francisco (Venezuela)
El Cerro San Francisco es una formación montañosa ubicada en el extremo norte del estado Cojedes en Venezuela. A una altitud promedio de 646 m s. n. m., el Cerro Soledad es una de las montañas más altas en Cojedes.

## Ubicación
El Cerro San Francisco es parte de una región montañosa del extremo este del parque nacional Tirgua, entre las ciudades de La Sierra y Peña del Municipio Ezequiel Zamora al norte de Cojedes. Colinda hacia el sur con la ruta La Sierra al norte del sector Nuevo Mundo y el puente Los Chupones (320 m s. n. m.). Hacia el norte se acientan los caseríos «Berreblén» y «La Trilla» en dirección al Cerro El Regalo.

## Flora y Fauna
A pesar de la gran proximidad del Cerro San Francisco al contacto humano que transita en la ruta La Sierra por el parque Tirgua, se pueden apreciar bosques de hoja caduca y semicaducifolios intactos. Existen clusiáceas, mimosáceas como la acacia, varias especies de mirtáceas y tiliáceas en el estrato arbóreo. Por otra parte, la palma ocupa grandes extensiones del sotobosque. 
Entre los mamíferos que aún pueden encontrarse por extensión del parque nacional están los monos araguato y capuchino, el cunaguaro, la lapa y la danta.